# Campylaspis ovalis
Campylaspis ovalis är en kräftdjursart som beskrevs av Stebbing 1912. Campylaspis ovalis ingår i släktet Campylaspis och familjen Nannastacidae. Inga underarter finns listade i Catalogue of Life.